# Клав

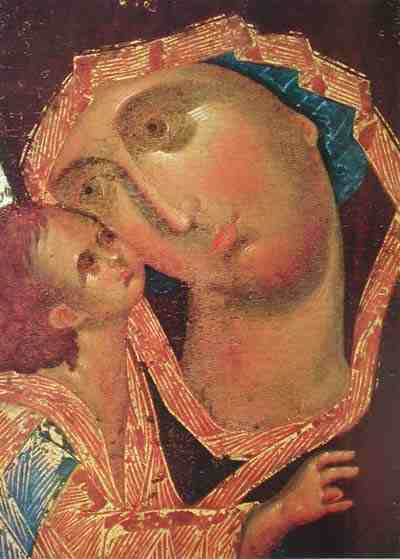
Клав синего цвета на хитоне младенца Иисуса (деталь Донской иконы, к. XIV века)

Клав (лат. clavus) — нашивное украшение в виде вертикальной полосы, идущей от плеча до нижнего края одежды. Служил знаком отличия благородного происхождения у римских граждан.
В иконописи изображается на хитоне Иисуса Христа, также встречается на одеждах апостолов Петра и Павла и архангелов.